# I Giochi mondiali militari invernali

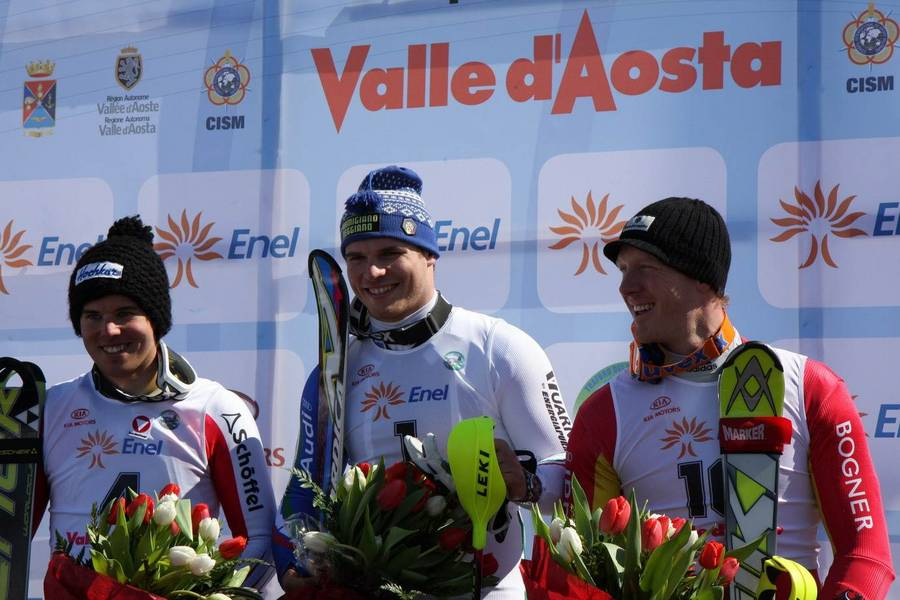
Il podio dello Slalom speciale vinto dal campione olimpico di Giuliano Razzoli (al centro)

La prima edizione dei Giochi mondiali militari invernali, organizzati dal Conseil International du Sport Militaire, si sono tenuti in Valle d'Aosta dal 20 al 25 marzo 2010.

## Competizioni
Sono state assegnati 27 titoli nelle seguenti discipline :

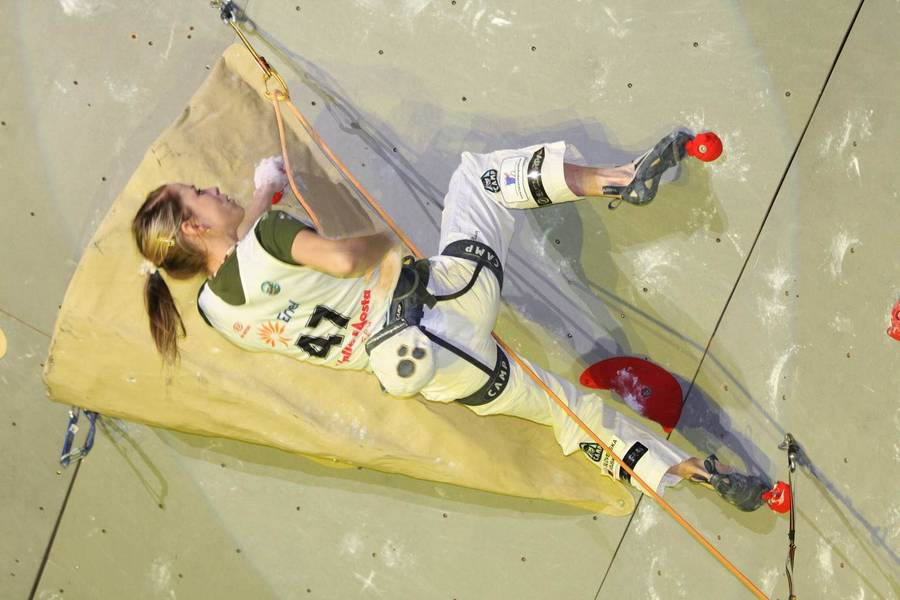
Una fase della gara di free climbing

- Sci alpino
  - Slalom gigante maschile
  - Slalom gigante femminile
  - Slalom speciale maschile
  - Slalom gigante femminile
- Sci di fondo
  - maschile
  - femminile
- Biathlon
  - maschile
  - femminile
  - Patrol
- Short track
  - 500m
  - 1500m
- Free climbing
- Sci alpinismo
- Sci orientamento

## Medagliere
| Nazione   | Oro | Argento | Bronzo | Tot |
| --------- | --- | ------- | ------ | --- |
| Italia    | 7   | 3       | 7      | 17  |
| Francia   | 6   | 2       | 4      | 12  |
| Cina      | 3   | 7       | 0      | 10  |
| Russia    | 3   | 2       | 1      | 6   |
| Norvegia  | 2   | 4       | 2      | 8   |
| Slovenia  | 2   | 2       | 0      | 4   |
| Polonia   | 2   | 0       | 1      | 3   |
| Estonia   | 1   | 1       | 0      | 2   |
| Germania  | 1   | 0       | 3      | 4   |
| Bulgaria  | 1   | 0       | 0      | 1   |
| Austria   | 0   | 3       | 2      | 5   |
| Svizzera  | 0   | 2       | 1      | 3   |
| Romania   | 0   | 1       | 1      | 2   |
| Finlandia | 0   | 0       | 2      | 2   |
| Lituania  | 0   | 0       | 1      | 1   |
| Serbia    | 0   | 0       | 1      | 1   |